# Chromomnesicles rubrithorax
Chromomnesicles rubrithorax is een rechtvleugelig insect uit de familie Chorotypidae. De wetenschappelijke naam van deze soort is voor het eerst geldig gepubliceerd in 1974 door Descamps.